# Markovo (Słowenia)
Markovo – wieś w Słowenii, w gminie Kamnik. W 2018 roku liczyła 192 mieszkańców.